# Vierzon
Vierzon è un comune francese di 27 701 abitanti situato nel dipartimento del Cher, nella regione del Centro-Valle della Loira, sede di sottoprefettura.

## Storia

### Simboli
Lo scudo è timbrato da una corona muraria d'argento, ha come sostegni due uomini selvatici ed è  circondato da rami di alloro e quercia. La Croix de guerre 1939-1945 è accollata allo scudo. Il motto è: Aliunde pauca requirens ("Difficilmente chiede ad altri") e deriva da una frase del Lexicon Universale di Johann Jacob Hofmann: « Virzio villa virens, aliunde pauca requirens / Vitibus ornata, campis, pratis decorata ».
Lo stemma di Vierzon nasce nel XV secolo, alla fine del periodo medievale. Dopo la Guerra dei cent'anni, i signori di Vierzon vennero banditi, la città passò al re di Francia nel 1370 e, pochi decenni dopo, gli abitanti furono chiamati ad amministrarsi da soli. La città scelse il simbolo della torre: in araldica, una torre dritta è il simbolo del feudalesimo, della sottomissione a un signore; al contrario, una torre pendente vuole significare la caduta del potere signorile.

## Società

### Evoluzione demografica
Abitanti censiti

## Amministrazione

### Gemellaggi
Vierzon è gemellata con:
- Barcelos
- Bitterfeld
- Rendsburg
- Develi
- Dongxihu
- El Jadida
- Hereford
- Kahalé
- Kamienna Góra
- Miranda de Ebro
- Sig
- Ronvaux
- Wittelsheim